# Джонсон, Левандер
Левандер Джонсон (англ. Leavander Johnson; 24 декабря 1969, Атлантик-Сити, Нью-Джерси, США — 22 сентября 2005, Лас-Вегас, Невада, США) — американский боксёр-профессионал, выступавший в лёгкой и 1-й полусредней весовых категориях. Чемпион мира лёгкой (версия IBF, 2005) весовой категории.

## Профессиональная карьера

### 1989—2002
Дебютировал в феврале 1989 года.
В июне 1992 года в первом же раунде отправил в нокаут чемпиона мира среди любителей Флойда Фэйворса.
В марте 1994 года Джонсон в 8-м раунде нокаутировал непобеждённого Шармбу Митчелла.
В феврале 1995 года он проиграл в 8-м раунде нокаутом чемпиону мира в лёгком весе по версии WBC Мигелю Анхелю Гонсалесу.
В мае 1997 года Джонсон проиграл нокаутом в 7-м раунде чемпиону мира в лёгком весе по версии WBA Орзубеку Назарову.

### 7 июня2002Эмануэль Бёртон (Огастес)—Левандер Джонсон
- Место проведения:  Раухайд Арена, Скоттсдейл, Аризона, США
- Результат: Ничья раздельным решением в 10-раундовом бою
- Статус: Рейтинговый бой
- Рефери: Роберт Феррара
- Счёт судей: 96—94 (Джонсон), 92—98 (Бёртон), 95—95
- Вес: Бёртон 61,20 кг; Джонсон 61,20 кг
- Трансляция: ESPN2
- Счёт неофициального судьи: Тэдди Атлас (95—96 Джонсон)

В июне 2002 года Джонсон встретился с известным джорнименом Эмануэлем Бёртоном (Огастесом). Ринганнонсер представил Эманюэла как Бёртон, а комменнтаторы ESPN называли его Огастесом. Более активный Бёртон работал 1-м номером, чаще выбрасывая удары. Левандер боксировал от обороны, точнее выбрасывая удары. В равном бою судьи раздельным решением объявили ничью. Публика среагировала на оценки нестандартно — оценки как в пользу Бёртона, так и в пользу Джонсона зрители одобрили, однако при оглашении ничьей они недовольно загудели.

### 2002—2005
В ноябре 2003 года Джонсон проиграл нокаутом в 11-раунде Хавьеру Хауреки.
В январе 2005 года Левандер Джонсон должен был встречаться с чемпионом мира в лёгком весе по версии IBF Хулио Диасом. Однако Диас отказался от боя и от пояса.
В июне 2005 года Джонсон встретился со Стефано Дзоффом в бою за вакантный титул чемпиона мира в лёгком весе по версии IBF. Он нокаутировал противника в 7-м раунде.
В сентябре 2005 года Левандер Джонсон вышел на ринг против Хесуса Чавеса. Чавес избивал чемпиона весь бой. В 11-м раунде после очередной атаки со стороны претендента рефери прекратил бой. В раздевалке Джонсон потерял сознание. Его отвезли в больницу. Спустя 5 дней, вследствие повреждений полученных в бою, он умер.